# Ascobolus cainii
Ascobolus cainii är en svampart som tillhör divisionen sporsäcksvampar, och som beskrevs av Johannes van Brummelen. Ascobolus cainii ingår i släktet Ascobolus, och familjen Ascobolaceae. Arten är reproducerande i Sverige.